# Jochen Sehrndt
Jochen Sehrndt (* 28. März 1925 als Hans-Joachim Sehrndt in Berlin) war ein deutscher Schauspieler, Hörspiel- und Synchronsprecher. In verschiedenen Internetquellen wird unter anderem mit Verweis auf Schauspielkollegen und die Hörspielproduzentin und -regisseurin Heikedine Körting berichtet, dass Jochen Sehrndt bereits verstorben sei. Ein Datum ließ sich jedoch bislang nicht finden.

## Leben und Wirken
Sehrndt erhielt seine künstlerische Ausbildung bei Hilde Körber und begann seine Laufbahn Ende der 1940er Jahre an der Bühne von Luckenwalde. Anfänglich wirkte er im Ensemble winziger Berliner Gastspielbühnen wie der ORSON Gemeinschaft junger Schauspieler. Bis in die späten 1950er Jahre hinein trat er an DDR-Theatern auf, erst dann ließ er sich im Westen Berlins nieder und wirkte zunächst an weniger bedeutenden Spielstätten wie der Freilichtbühne Rehberge (1959/60). 1959 spielte er unter der Regie von Leonard Steckel in einer Inszenierung von Max Frischs Biedermann und die Brandstifter im Theater am Kurfürstendamm, drei Jahre später in einer Aufführung von Ariano Suassunas Komödie Das Testament des Hundes an der Schaubühne am Halleschen Ufer. Zu seinen weiteren Bühnenstationen gehörte das Hamburger Ernst-Deutsch-Theater.
Hamburg wurde seit den 1960er Jahren zum Mittelpunkt von Sehrndts künstlerischem Schaffen. Er spielte in verschiedenen Film- und Fernsehproduktionen von NDR und Studio Hamburg wie Jürgen Rolands Die Engel von St. Pauli, Harald Vocks Kriminalfilm Ein Sarg für Mr. Holloway und Episoden von Fernsehserien wie Percy Stuart, Hamburg Transit, Hafenpolizei und Polizeifunk ruft. Zu Sehrndts Kinofilmen zählen die DEFA-Produktion Treffpunkt Aimée, der Jerry-Cotton-Thriller Die Rechnung – eiskalt serviert, die deutsch-deutsche Literaturverfilmung Die Heiden von Kummerow und ihre lustigen Streiche nach Ehm Welk sowie Reinhard Hauffs Drama Die Verrohung des Franz Blum nach Burkhard Driest. Seinen letzten Auftritt vor der Kamera hatte Sehrndt 1983 als Nationalsozialist in Egon Monks Fernsehmehrteiler Die Geschwister Oppermann nach Lion Feuchtwanger.
Einem breiten Publikum ist Sehrndt jedoch vor allem durch seine Stimme bekannt. Er wirkte bei zahlreichen Hörspielproduktionen des Labels Europa mit wie Die drei ???, Regina Regenbogen, Asterix und Hallo Tom, hier Locke mit. Für die Serie Masters of the Universe übernahm er die Doppelrolle des feigen Katers Cringer sowie seines kampferprobten Alter Ego Battle Cat. Darüber hinaus lieh er als Synchronsprecher ebenso Puppen wie dem Lulatsch der Sesamstraße und animierten Charakteren wie dem Leitwolf Akeela in der japanischen Zeichentrickserie Das Dschungelbuch – Die Serie nach Rudyard Kipling als auch realen Schauspielern wie Sam Jaffe in Columbo: Tödliches Comeback, Robert Donner in Columbo: Der erste und der letzte Mord, Henny Youngman in Amazonen auf dem Mond und Aldo Sambrell in Von Angesicht zu Angesicht. Für die deutsche Fassung des Zeichentrickfilms Das Geheimnis des Zauberschwertes aus dem Jahre 1985 übernahm er ein weiteres Mal die Rolle des Battle Cat, der im Original von Alan Oppenheimer gesprochen wurde.

## Filmografie (Auswahl)
- 1956: Treffpunkt Aimée
- 1960: Fernsehpitaval: Der Fall Hugo Stinnes jr. (Fernsehreihe)
- 1965: Abenteuerliche Geschichten (Fernsehserie, Folge 1x10 Haie)
- 1966: Die Rechnung – eiskalt serviert
- 1966: Hafenpolizei (Fernsehserie, Folge 3x12 Der Steward)
- 1967: Stunde der Nachtigallen
- 1967: Die Heiden von Kummerow und ihre lustigen Streiche
- 1968: Ein Sarg für Mr. Holloway
- 1968: Sir Roger Casement
- 1969: Polizeifunk ruft (Fernsehserie, Folge 3x06 Achtung – Explosionsgefahr)
- 1969: Aus dem Alltag in der DDR
- 1969: Die Engel von St. Pauli
- 1970: Perrak
- 1970: Aus dem Alltag in der DDR – Zweiter Versuch einer Rekonstruktion nach Berichten und Dialogen
- 1972: Hamburg Transit (Fernsehserie, Folge 2x11 Der Blechsarg)
- 1974: Die Verrohung des Franz Blum
- 1983: Die Geschwister Oppermann